# Казибек-бека
Казибе́к-бе́ка (каз. Қазыбек бек) — станційне селище у складі Жамбильського району Алматинської області Казахстану. Адміністративний центр та єдиний населений пункт Теміржольського сільського округу.
До 2000 року селище називалось Узынагач.
Населення — 5100 осіб (2021; 4722 у 2009, 4960 у 1999, 4083 у 1989).